# كريبانط نطاقي
كريبانط نطاقي (الاسم العلمي:Cryptanthus zonatus) هو نوع من النباتات يتبع جنس الكريبانط من الفصيلة البروميلية.